# Bleimetagermanat
Bleimetagermanat ist eine anorganische chemische Verbindung des Bleis aus der Gruppe der Germanate. Neben diesem existiert mit Pb5Ge3O11 mindestens noch ein weiteres Bleigermanat.

## Gewinnung und Darstellung
Bleimetagermanat kann durch simultane Hydrolyse von Blei- und Germaniumalkoxiden gewonnen werden. Es kann auch durch Reaktion von Germaniumdioxid mit Blei(II)-acetat dargestellt werden.

## Eigenschaften
Bleimetagermanat ist ein Feststoff, der einen großen pyroelektrischen Effekt besitzt. Er kommt in zwei verschiedenen Kristallstrukturen mit trigonaler und orthorhombischer Struktur vor, wobei der Übergang bei Temperaturen über 600 °C erfolgt. Bei hohen Drücken kommt auch noch eine kubische Phase vor.